# Max Tappenbeck
Friedrich Wilhelm Max Tappenbeck (* 11. Juli 1864 in Grabitz, Provinz Posen; † 9. November 1902 in Pankow bei Berlin) war ein deutscher Verwaltungsbeamter.

## Leben
Max Tappenbeck studierte Rechtswissenschaften an der Rheinischen Friedrich-Wilhelms-Universität Bonn. 1885 wurde er Mitglied des Corps Saxonia Bonn. Nach dem Studium trat er in den preußischen Staatsdienst ein. 1893 bestand er in Gumbinnen das Regierungsassessor-Examen. Noch im gleichen Jahr wurde er vertretungsweise zum Landrat des Kreises Lyck ernannt. Das Amt hatte er bis 1894 inne. In der Folge war er Regierungsassessor in Aurich. Dort wurde er 1901 in den Ruhestand versetzt. Anschließend lebte er bis zu seinem Tod 1902 in Berlin.